# Komuna Beograd
Komuna je produkcijska kuća iz Beograda. Osnovana je 1985. Aktivno razdoblje imala je tijekom 90-ih kada je objavljivala popularnu pop i rock glazbu iz Srbije te je realizirala više igranih serija i glazbenih i dokumentarnih TV emisija.
Komuna je bila koproducent pobjednika Filmskog festivala u Cannesu iz 1995. godine, filma „Underground“ Emira Kusturice. U produkciji Komune realizirani su i filmovi „Spasitelj“ Predraga Antonijevića, „Lajanje na zvezde“ Zdravka Šotre, „Crna mačka, beli mačor“ Emira Kusturice, „Tajna porodičnog blaga“ Aleksandra Đorđevića, kao i kratki film Miloša Radovića „Moja domovina“ koji je nagrađen na 35 međunarodnih festivala. U realizaciji ovih filmova ostvarena je suradnja s produkcijskim kućama iz SAD („Spasitelj“ OLIVER STONE & IEG), te iz Njemačke i Francuske („Underground“, „Crna mačka beli mačor“ PANDORA I CIBY 2000).

## Izvođači
- Bajaga i instruktori
- Dejan Cukić
- Oliver Mandić
- Zabranjeno pušenje
- Branimir Štulić
- Monteniggers
- Dragana Mirković
- K2
- Voodoo Popeye
- Kiki Lesendrić i Piloti
- Riblja Čorba